# Skálabotnur
Skálabotnur, más néven Skálafjørður vagy Í Skálafirði (dánul: Skålefjord) település Feröer Eysturoy nevű szigetén. Közigazgatásilag Runavík községhez tartozik.

## Földrajz
A település a sziget közepén, a Skálafjørður végénél fekszik. A fjord végénél található lapos terület egy viszonylag nagy strandot formál.

## Történelem
A falut a 17. század elején alapították, de ásatások tanúsága szerint már korábban is álltak épületek ezen a helyen. Első írásos említése 1630-ből származik.

## Népesség
| Év              | Lakosság |
| --------------- | -------- |
| 1986. január 1. | 91       |
| 1991. január 1. | 93       |
| 1996. január 1. | 81       |
| 2001. január 1. | 87       |
| 2006. január 1. | 104      |

## Gazdaság
A településen halivadékot tenyésztenek. A halivadékot másfél-két évig nevelik, majd tengeri halfarmokban hízlalják tovább.

## Közlekedés
Skálabotnur fontos közúti csomópont Eysturoy közepén: öt különböző irányba ágaznak el itt az utak minden égtáj felé. Az autóbusz-közlekedésben is fontos szerepet játszik: érinti a 205-ös és a 400-as járat, valamint itt van a végállomása a 440-es, 480-as és 481-es járatoknak.
A településen található egy Statoil benzinkút.

## Kultúra
Itt rendezik meg 2006 óta minden év nyarán a Fjarðafestivalurin nevű keresztény könnyűzenei fesztivált.

### Külső hivatkozások
- faroeislands.dk – fényképek és leírás (angol)
- Skálabotnur[halott link], Runavík község (feröeri)
- Skálabotnur, Visit Eysturoy (feröeri, angol)
- Panorámakép[halott link] (dán)
- Skálabotnur, fallingrain.com (angol)